# Campionato europeo femminile di pallacanestro 2025
Il 40º Campionato europeo femminile di pallacanestro FIBA (noto anche come FIBA EuroBasket Women 2025) si disputa in Grecia, Germania, Italia e in Repubblica Ceca.
La competizione è iniziata il 18 giugno e si concluderà il 29 giugno 2025. I Campionati europei femminili di pallacanestro sono una manifestazione biennale tra le squadre nazionali organizzato dalla FIBA Europe. Le squadre ammesse a partecipare sono 16 di cui 12 provenienti dalla fase di qualificazione.
La squadra campione in carica è il Belgio.

## Sedi delle partite
Le città dove si svolge la manifestazione sono Il Pireo, Amburgo, Bologna, e Brno.
| Fase                             | Città    | Impianto                          | Spettatori |
| -------------------------------- | -------- | --------------------------------- | ---------- |
| Gruppi A - Seconda fase e finali | Il Pireo | Stadio della pace e dell'amicizia | 17 000     |
| Gruppi B                         | Bologna  | PalaDozza                         | 5 570      |
| Gruppi C                         | Brno     | Sportovní hala Vodova             | 3 000      |
| Gruppi D                         | Amburgo  | Edel-optics.de Arena              | 3 400      |

## Qualificazioni
| N° | Squadra       | Qualificata come                                            | Data di qualificazione | Ultima partecipazione   | Miglior piazzamento               |
| -- | ------------- | ----------------------------------------------------------- | ---------------------- | ----------------------- | --------------------------------- |
| 1  | Grecia        | Paese organizzatore                                         | 7 settembre 2023       | Slovenia e Israele 2023 | 4º posto (2017)                   |
| 2  | Germania      | Paese organizzatore                                         | 7 settembre 2023       | Slovenia e Israele 2023 | 3º posto (1997)                   |
| 3  | Italia        | Paese organizzatore                                         | 7 settembre 2023       | Slovenia e Israele 2023 | Campione (1938)                   |
| 4  | Rep. Ceca     | Paese organizzatore                                         | 7 settembre 2023       | Slovenia e Israele 2023 | Campione (2005)                   |
| 5  | Svezia        | 1º posto nel Gruppo D                                       | 10 novembre 2024       | Francia e Spagna 2021   | 5º posto (2019)                   |
| 6  | Turchia       | 1º posto nel Gruppo F                                       | 10 novembre 2024       | Slovenia e Israele 2023 | 2º posto (2011)                   |
| 7  | Francia       | 1º posto nel Gruppo E                                       | 6 febbraio 2025        | Slovenia e Israele 2023 | Campione (2001, 2009)             |
| 8  | Spagna        | 1º posto nel Gruppo A                                       | 6 febbraio 2025        | Slovenia e Israele 2023 | Campione (1993, 2013, 2017, 2019) |
| 9  | Serbia        | 1º posto nel Gruppo G                                       | 6 febbraio 2025        | Slovenia e Israele 2023 | Campione (2015, 2021)             |
| 10 | Belgio        | 1º posto nel Gruupo C                                       | 9 febbraio 2025        | Slovenia e Israele 2023 | Campione (2023)                   |
| 11 | Gran Bretagna | Migliori 4 tra le seconde classificate nelle qualificazioni | 9 febbraio 2025        | Slovenia e Israele 2023 | 4º posto (2019)                   |
| 12 | Lituania      | Migliori 4 tra le seconde classificate nelle qualificazioni | 9 febbraio 2025        | Ungheria e Romania 2015 | Campione (1997)                   |
| 13 | Montenegro    | 1º posto nel Gruppo H                                       | 9 febbraio 2025        | Slovenia e Israele 2023 | 5º posto (2011)                   |
| 14 | Portogallo    | Migliori 4 tra le seconde classificate nelle qualificazioni | 9 febbraio 2025        | –                       | (Debutto)                         |
| 15 | Slovenia      | 1º posto nel Gruppo B                                       | 9 febbraio 2025        | Slovenia e Israele 2023 | 10º posto (2019, 2021)            |
| 16 | Svizzera      | Migliori 4 tra le seconde classificate nelle qualificazioni | 9 febbraio 2025        | Italia 1956             | 5º posto (1938)                   |

## Sorteggio e formula
Il sorteggio per il primo turno si è tenuto l'8 marzo 2025 a Atene il Centro culturale della Fondazione Stavros Niarchos Il 19 febbraio 2025 è stata annunciata la classifica per il sorteggio. La classifica si basava sulla classifica mondiale femminile FIBA del 14 febbraio 2025.
| 1ª fascia | 2ª fascia | 3ª fascia     | 4ª fascia  |
| --------- | --------- | ------------- | ---------- |
| Francia   | Germania  | Montenegro    | Svezia     |
| Spagna    | Italia    | Gran Bretagna | Portogallo |
| Belgio    | Turchia   | Grecia        | Lituania   |
| Serbia    | Rep. Ceca | Slovenia      | Svizzera   |

I risultati del sorteggio sono i seguenti: il Gruppo A della Grecia si giocherà al Pireo, il Gruppo B dell'Italia si giocherà a Bologna, il Gruppo C della Repubblica Ceca si giocherà a Brno e il Gruppo D della Germania si giocherà ad Amburgo.

## Risultati

### Fase a gruppi

#### Gruppo A
| Pos. | Squadra  | Pt | G | V | P | PF  | PS  | DP   |
| ---- | -------- | -- | - | - | - | --- | --- | ---- |
| 1.   | Francia  | 6  | 3 | 3 | 0 | 274 | 162 | 112  |
| 2.   | Turchia  | 5  | 3 | 2 | 1 | 243 | 210 | 33   |
| 3.   | Grecia   | 4  | 3 | 1 | 2 | 215 | 240 | -25  |
| 4.   | Svizzera | 3  | 3 | 0 | 3 | 169 | 289 | -120 |

| Arbitri: | J. Anaya P. Gajdosz P. Praksch |

|                   |          |               |
| Fasoula 21        | Punti    | 18 Herminjard |
| Krimili, Spanou 6 | Assist   | 11 Herminjard |
| Fasoula, Parks 6  | Rimbalzi | 8 Schwarz     |

| Arbitri: | A. Chueca G. Jacobs N. Dragojević |

|            |          |                |
| McCowan 20 | Punti    | 22 Salaün      |
| Çakır 5    | Assist   | 4 3 giocatrici |
| McCowan 15 | Rimbalzi | 10 Rupert      |

| Arbitri: | A. Chueca P. Praksch Z. Tomašovič |

|                        |          |               |
| Salaün 17              | Punti    | 14 Spanou     |
| Bernies 8              | Assist   | 4 Pavlopoulou |
| Djaldi-Tabdi, Salaün 5 | Rimbalzi | 7 Parks       |

| Arbitri: | J. Anaya P. Gajdosz V. Obertová |

|                  |          |            |
| Ranisavljevic 14 | Punti    | 19 McCowan |
| Fora 6           | Assist   | 8 Onar     |
| Schwarz 6        | Rimbalzi | 12 McCowan |

| Arbitri: | A. Chueca J. Anaya P. Praksch |

|               |          |             |
| Spanou 20     | Punti    | 19 Şenyürek |
| Pavlopoulou 7 | Assist   | 8 Onar      |
| Spanou 5      | Rimbalzi | 14 McCowan  |

| Arbitri: | G. Jacobs Z. Tomašovič V. Obertová |

|                  |          |               |
| Salaün 23        | Punti    | 10 Herminjard |
| Bernies, Touré 5 | Assist   | 3 Schwarz     |
| Ayayi, Rupert 6  | Rimbalzi | 9 Schwarz     |

#### Gruppo B
| Pos. | Squadra  | Pt | G | V | P | PF  | PS  | DP  |
| ---- | -------- | -- | - | - | - | --- | --- | --- |
| 1.   | Italia   | 6  | 3 | 3 | 0 | 212 | 178 | +34 |
| 2.   | Lituania | 5  | 3 | 2 | 1 | 202 | 199 | +3  |
| 3.   | Slovenia | 4  | 3 | 1 | 2 | 221 | 223 | -2  |
| 4.   | Serbia   | 3  | 3 | 0 | 3 | 193 | 228 | -35 |

| Arbitri: | M. Horozov V. Györgyi I. Matějek |

|            |          |            |
| Shepard 25 | Punti    | 17 Jocytė  |
| Oblak 5    | Assist   | 6 Jocytė   |
| Shepard 17 | Rimbalzi | 9 Juškaitė |

| Arbitri: | P. Marques Y. Alcaraz M. Proc |

|            |          |                         |
| Nogić 19   | Punti    | 20 Zandalasini          |
| Anderson 6 | Assist   | 4 Santucci, Zandalasini |
| Dugalić 7  | Rimbalzi | 11 Zandalasini          |

| Arbitri: | M. Proc P. Marques I. Matějek |

|               |          |            |
| Keys, Pasa 15 | Punti    | 20 Shepard |
| Verona 6      | Assist   | 9 Oblak    |
| Cubaj 8       | Rimbalzi | 6 Shepard  |

| Arbitri: | M. Horozov C. Straube Y. Alcaraz |

|             |          |                    |
| Juškaitė 24 | Punti    | 13 Anderson, Nogić |
| Jocytė 6    | Assist   | 5 Popović          |
| Juškaitė 9  | Rimbalzi | 8 Dugalić          |

| Arbitri: | P. Marques C. Straube S. Sánchez |

|             |          |                  |
| Shepard 23  | Punti    | 20 Dugalić       |
| Eva Lisec 9 | Assist   | 4 tre giocatrici |
| Lisec 11    | Rimbalzi | 6 Katanić        |

| Arbitri: | M. Horozov V. Györgyi M. Proc |

|                |          |                    |
| Zandalasini 22 | Punti    | 15 Jocytė          |
| Santucci 4     | Assist   | 3 Jocytė, Juškaitė |
| Zandalasini 9  | Rimbalzi | 12 Miškinienė      |

#### Gruppo C
| Pos. | Squadra    | Pt | G | V | P | PF  | PS  | DP  |
| ---- | ---------- | -- | - | - | - | --- | --- | --- |
| 1.   | Belgio     | 6  | 3 | 3 | 0 | 240 | 165 | +75 |
| 2.   | Rep. Ceca  | 5  | 3 | 2 | 1 | 222 | 168 | +54 |
| 3.   | Portogallo | 4  | 3 | 1 | 2 | 167 | 203 | -36 |
| 4.   | Montenegro | 3  | 3 | 0 | 3 | 146 | 239 | -93 |

| Arbitri: | G. Poursanidis O. Yalman J. Jurčević |

|              |          |                        |
| Meesseman 19 | Punti    | Rodrigues              |
| Meesseman 6  | Assist   | 4 Correia              |
| Meesseman 11 | Rimbalzi | 6 Correia, S. da Silva |

| Arbitri: | G. Saliņš S. Marziali G. Mačiulis |

|                            |          |                        |
| Reisingerová 14            | Punti    | 8 Kovačević            |
| 5 Voráčková, Zeithammerová | Assist   | 3 Jovanović, Kovačević |
| Čechová 8                  | Rimbalzi | 5 Kovačević            |

| Arbitri: | S. Marziali O. Yalman A. Dahra |

|                      |          |             |
| Kovačević 16         | Punti    | 25 Linskens |
| tre giocatrici 3     | Assist   | 7 Vanloo    |
| quattro giocatrici 4 | Rimbalzi | 8 Linskens  |

| Arbitri: | G. Poursanidis V. Oliot G. Mačiulis |

|                       |          |                          |
| S. da Silva 12        | Punti    | 11 Reisingerová          |
| Bettencourt, Soeiro 4 | Assist   | 7 Voráčková              |
| Soeiro 6              | Rimbalzi | 5 Pospíšilová, Voráčková |

| Arbitri: | G. Poursanidis O. Yalman G. Saliņš |

|                  |          |                        |
| Meesseman 20     | Punti    | 11 Voráčková           |
| Julie Allemand 8 | Assist   | 5 Hamzová, Pospíšilová |
| Allemand 9       | Rimbalzi | 6 Hamzová              |

| Arbitri: | J. Jurčević A. Dahra V. Oliot |

|                  |          |                          |
| Jovanović 13     | Punti    | 15 Correia               |
| tre giocatrici 4 | Assist   | 5 M. da Costa, Rodrigues |
| Jovanović 6      | Rimbalzi | 10 S. da Silva           |

#### Gruppo D
| Pos. | Squadra       | Pt | G | V | P | PF  | PS  | DP  |
| ---- | ------------- | -- | - | - | - | --- | --- | --- |
| 1.   | Spagna        | 6  | 3 | 3 | 0 | 242 | 205 | +37 |
| 2.   | Germania      | 5  | 3 | 2 | 1 | 229 | 222 | +7  |
| 3.   | Svezia        | 4  | 3 | 1 | 2 | 226 | 233 | -7  |
| 4.   | Gran Bretagna | 3  | 3 | 0 | 3 | 203 | 240 | -37 |

| Arbitri: | D. Zapolski I. Ivanović B. Zupančič |

|              |          |           |
| Ashby 17     | Punti    | 14 Martín |
| Winterburn 6 | Assist   | 7 Ortiz   |
| Fagbenle 8   | Rimbalzi | 5 Ortiz   |

| Arbitri: | G. Gedvilas A. Aunkrogers C. Güngör |

|                |          |             |
| Geiselsöder 20 | Punti    | Eldebrink   |
| Bühner 6       | Assist   | 5 Lundquist |
| Peterson 10    | Rimbalzi | 10 Wadling  |

| Arbitri: | D. Zapolski J. Tomić A. Deman |

|              |          |               |
| Lundquist 20 | Punti    | 19 Winterburn |
| Lundquist 6  | Assist   | 7 Winterburn  |
| Lundquist 11 | Rimbalzi | 9 Winterburn  |

| Arbitri: | A. Aunkrogers G. Gedvilas C. Güngör |

|                   |          |                |
| Carrera 20        | Punti    | 16 Geiselsöder |
| Araújo, Torrens 7 | Assist   | 7 Peterson     |
| Ortiz 7           | Rimbalzi | 6 Fiebich      |

| Arbitri: | A. Aunkrogers G. Gedvilas B. Zupančič |

|                           |          |                       |
| Winterburn 18             | Punti    | 17 Bühner             |
| 8 Henderson, Winterburn 6 | Assist   | Peterson              |
| Henderson 10              | Rimbalzi | 7 Bühner, Geiselsöder |

| Arbitri: | D. Zapolski A. Deman C. Güngör |

|              |          |                  |
| Lundquist 21 | Punti    | 20 Torrens       |
| Lundquist 8  | Assist   | 3 Buenavida, Fam |
| Lundquist 9  | Rimbalzi | 6 Ortiz          |

### Fase finale
Tutte le partite della fase finale si giocheranno alla Stadio della pace e dell'amicizia di Il Pireo.
|  | Quarti di finale | Quarti di finale |           |        | Semifinali                | Semifinali                |  |  | Finale    | Finale |
|  |                  |                  |           |        |                           |                           |  |  |           |        |
|  | 24 giugno        |                  |           |        |                           |                           |  |  |           |        |
|  |                  |                  |           |        |                           |                           |  |  |           |        |
|  | Francia          | 83               |           |        |                           |                           |  |  |           |        |
|  | Francia          | 83               | 27 giugno |        |                           |                           |  |  |           |        |
|  | Lituania         | 61               |           |        |                           |                           |  |  |           |        |
|  | Lituania         | 61               | Francia   | 64     |                           |                           |  |  |           |        |
|  | 25 giugno        |                  | Francia   | 64     |                           |                           |  |  |           |        |
|  |                  | Spagna           | 65        |        |                           |                           |  |  |           |        |
|  | Spagna           | Spagna           | 65        | 88     |                           |                           |  |  |           |        |
|  | Spagna           |                  | 29 giugno | 88     |                           |                           |  |  |           |        |
|  | Rep. Ceca        | 81               |           |        |                           |                           |  |  |           |        |
|  | Rep. Ceca        | 81               | Spagna    | 65     |                           |                           |  |  |           |        |
|  | 24 giugno        |                  | Spagna    | 65     |                           |                           |  |  |           |        |
|  |                  | Belgio           | 67        |        |                           |                           |  |  |           |        |
|  | Italia           | Belgio           | 67        | 76     |                           |                           |  |  |           |        |
|  | Italia           | 27 giugno        |           | 76     |                           |                           |  |  |           |        |
|  | Turchia          | 74               |           |        |                           |                           |  |  |           |        |
|  | Turchia          | 74               | Italia    | 64     | Finale per il terzo posto | Finale per il terzo posto |  |  |           |        |
|  | 25 giugno        |                  | Italia    | 64     | Finale per il terzo posto | Finale per il terzo posto |  |  |           |        |
|  |                  | Belgio           | 66        |        |                           |                           |  |  |           |        |
|  | Belgio           | Belgio           | 66        | 83     | Francia                   | 54                        |  |  |           |        |
|  | Belgio           |                  |           | 83     | Francia                   | 54                        |  |  |           |        |
|  | Germania         | 59               |           | Italia | 69                        |                           |  |  |           |        |
|  | Germania         | 59               |           |        | 69                        |                           |  |  |           |        |
|  |                  |                  |           |        |                           |                           |  |  | 29 giugno |        |
|  |                  |                  |           |        |                           |                           |  |  |           |        |

#### Tabellone 5º-8º posto
|  | Giochi di Classificazione | Giochi di Classificazione |                 |    | Finale 5° posto | Finale 5° posto |
|  |                           |                           |                 |    |                 |                 |
|  | 27 giugno                 |                           |                 |    |                 |                 |
|  |                           |                           |                 |    |                 |                 |
|  | Lituania                  | 76                        |                 |    |                 |                 |
|  | Lituania                  | 76                        | 29 giugno       |    |                 |                 |
|  | Rep. Ceca                 | 81                        |                 |    |                 |                 |
|  | Rep. Ceca                 | 81                        | Rep. Ceca       | 70 |                 |                 |
|  | 27 giugno                 |                           | Rep. Ceca       | 70 |                 |                 |
|  |                           | Germania                  | 81              |    |                 |                 |
|  | Turchia                   | Germania                  | 81              | 73 |                 |                 |
|  | Turchia                   |                           |                 | 73 |                 |                 |
|  | Germania                  | 93                        |                 |    |                 |                 |
|  | Germania                  | 93                        | Finale 7° posto |    |                 |                 |
|  |                           |                           |                 |    |                 |                 |
|  | 29 giugno                 |                           |                 |    |                 |                 |
|  |                           |                           |                 |    |                 |                 |
|  | Lituania                  | 87                        |                 |    |                 |                 |
|  | Lituania                  | 87                        |                 |    |                 |                 |
|  | Turchia                   | 99                        |                 |    |                 |                 |

#### Quarti di finale
| Arbitri: | G. Poursanidis P. Gajdosz P. Marques |

|           |          |               |
| Rupert 15 | Punti    | 16 Juškaitė   |
| Bernies 7 | Assist   | 3 Donskichytė |
| Badiane 7 | Rimbalzi | 8 Juškaitė    |

| Arbitri: | A. Cheuca G. Gedvilas G. Salins |

|          |          |              |
| Cubaj 16 | Punti    | 20 Uzun      |
| Verona 7 | Assist   | 5 Uzun, Onar |
| Cubaj 7  | Rimbalzi | 11 Şenyürek  |

| Arbitri: | M. Horozov S. Marziali P. Praksch |

|                    |          |               |
| Carrera 31         | Punti    | 23 Holešínská |
| Ayuso, Ortiz 5     | Assist   | 6 Holešínská  |
| Carrera, Torrens 8 | Rimbalzi | 8 Čechová     |

| Arbitri: | A. Aunkrogers J. Anaya V. Györgyi |

|              |          |                        |
| Meesseman 30 | Punti    | 13 Bühner, Geiselsöder |
| Vanloo 8     | Assist   | 6 Peterson             |
| Linskens 10  | Rimbalzi | 6 Geiselsöder          |

#### Giochi di Classificazione
| Arbitri: | A. Chueca P. Marques J. Jurčević |

|                |          |                |
| Šventoraitė 21 | Punti    | 15 Pospíšilová |
| Juškaitė 6     | Assist   | 5 Čechová      |
| Juškaitė 14    | Rimbalzi | 9 Pospíšilová  |

| Arbitri: | A. Aunkrogers P. Gajdosz D. Zapolski |

|                   |          |           |
| Tilbe Şenyürek 15 | Punti    | 19 Bühner |
| Uzun 4            | Assist   | 7 Fiebich |
| Şenyürek 10       | Rimbalzi | 8 Bühner  |

#### Semifinali
| Arbitri: | G. Saliņš J. Anaya M. Horozov |

|           |          |           |
| Ayayi 19  | Punti    | 21 Fam    |
| Bernies 7 | Assist   | 7 Torrens |
| Salaün 5  | Rimbalzi | 9 Fam     |

| Arbitri: | G. Poursanidis P. Praksch C. Güngör |

|                         |          |                           |
| Cubaj 13                | Punti    | 15 Emma Meesseman, Vanloo |
| Santucci, Zandalasini 4 | Assist   | 8 Vanloo                  |
| Cubaj 10                | Rimbalzi | 12 Meesseman              |

#### Finale 7º posto
| Arbitri: | M. Horozov P. Marques D. Zapolski |

|             |          |                 |
| Juškaitė 26 | Punti    | 22 Bilgiç, Uzun |
| Jocytė 8    | Assist   | 7 Uzun          |
| Juškaitė 8  | Rimbalzi | 9 McCowan       |

#### Finale 5º posto
| Arbitri: | V. Györgyi C. Güngör A. Dahra |

|                            |          |                |
| Reisingerová, Voráčková 14 | Punti    | 20 Fiebich     |
| Holešínská, Voráčková 4    | Assist   | 10 Geiselsöder |
| Hamzová, Reisingerová 6    | Rimbalzi | 8 Bessoir      |

#### Finale 3º posto
| Arbitri: | A. Chueca J. Anaya G. Gedvilas |

|                  |          |                |
| Touré 13         | Punti    | 20 Zandalasini |
| Bernies 3        | Assist   | 5 Verona       |
| Ayayi, Badiane 5 | Rimbalzi | 6 Andrè        |

### Finale
| Arbitri: | G. Saliņš P. Gajdosz P. Praksch |

|                   |          |                  |
| tre giocatrici 11 | Punti    | 19 Allemand      |
| Fam, Ortiz 4      | Assist   | 7 Emma Meesseman |
| Torrens 5         | Rimbalzi | 11 Meesseman     |

## Classifica finale
| Campione d'Europa | Campione d'Europa | Campione d'Europa |
| --- | ----------------- | --- |
| Belgio4 Ramette, 5 Claessens, 6 Delaere, 11 Meesseman, 13 Linskens, 22 Mununga, 25 Massey, 27 Vervaet, 31 Lisowa-Mbaka, 35 Vanloo, 55 Allemand, 99 Joris, All. Mike Thibault |                   | |
| Argento | Spagna            | Spagna2 Buenavida, 3 Etxarri, 4 Ortiz, 6 Ayuso, 7 Torrens, 8 Araújo, 9 Pueyo, 11 Fam, 13 Vilaró, 14 Carrera, 20 Ginzo, 44 Martín, All. Miguel Méndez                                        |
| Bronzo | Italia            | Italia0 Keys, 6 Pasa, 8 Verona, 9 Zandalasini, 11 Pan, 13 Cubaj, 14 Madera, 18 Santucci, 19 Fassina, 22 Andrè, 23 Spreafico, 99 Trimboli, All. Andrea Capobianco                            |
| 4. | Francia           | Francia1 Brochant, 2 Foppossi, 11 Ayayi, 12 Rupert, 13 Salaün, 22 Badiane, 28 Touré, 32 Pouye, 33 Djaldi-Tabdi, 42 Lacan, 47 Bernies, 98 Astier, All. Jean-Aimé Toupane                     |
| |                   | |
| 5. | Germania          | Germania1 Peterson, 3 Wilke, 5 Feldrappe, 7 Crowder, 9 Eichmeyer, 13 Fiebich, 15 Geiselsöder, 20 Bühner, 22 Bessoir, 25 Bielefeld, 46 Bär, 55 Schiffer, All. Lisa Thomaidis                 |
| 6. | Rep. Ceca         | Template:Repubblica Ceca femminile pallacanestro europeo 2025 |
| 7. | Turchia           | Turchia1 İstanbulluoğlu, 2 Uzun, 4 Çakır, 6 Fitik, 7 McCowan, 9 Bilgiç, 10 Onar, 11 Bayram, 15 Şenyürek, 17 Erdoğan, 20 Ataş, 33 Ural, All. Ekrem Memnun                                    |
| 8. | Lituania          | Template:Lituania femminile pallacanestro europeo 2025 |
| |                   | |
| 9. | Slovenia          | Slovenia1 Lisec, 3 Oblak, 5 Cvijanovič, 7 Seničar, 10 Goršič, 13 Friškovec, 15 Jelenc, 17 Sivka, 20 Debeljak, 23 Shepard, 33 Sambolić, 71 Bartelme, All. George Dikeoulakos                 |
| 10. | Svezia            | Template:Svezia femminile pallacanestro europeo 2025 |
| 11. | Grecia            | Grecia3 Krimili, 5 Mposgana, 8 Pavlopoulou, 11 Nikolopoulou, 13 Louka, 15 Spanou, 18 Chatzileonti, 21 Christinakī, 24 Parks, 25 Chairistanidou, 34 Fasoula, 44 Karlafti, All. Petros Prekas |
| 12. | Portogallo        | Template:Portogallo femminile pallacanestro europeo 2025 |
| |                   | |
| 13. | Serbia            | Serbia1 Raca, 3 Rosić, 12 Anderson, 16 Mitrović, 17 Nogić, 24 Turudić, 25 Janković, 26 Boričić, 28 Popović, 32 Dugalić, 40 Katanić, 51 Đorđević, All. Marina Maljković                      |
| 14. | Gran Bretagna     | Gran Bretagna2 Jump, 5 Green, 7 Winterburn, 9 Beckford-Norton, 10 Henderson, 12 Wilkinson, 14 Fagbenle, 17 Robb, 20 Harrison, 25 Brown, 30 Ashby, 43 Januszewska, All. Anna Montañana       |
| 15. | Montenegro        | Montenegro3 Kovačević, 4 Živaljević, 5 Pašić, 7 Radonjić, 10 Baošić, 14 Ilić, 21 Bigović, 23 Vučetić, 24 Glomazić, 25 Leković, 35 Jovanović, 88 Bulajić, All. Jelena Škerović               |
| 16. | Svizzera          | Template:Svizzera femminile pallacanestro europeo 2025 |